# FAB分類
FAB分類（FABぶんるい、French-American-British Classification）とは血液腫瘍の分類法である

## 概要
フランス・アメリカ・イギリスの研究者からなる研究グループによって1976年急性白血病を分類するために提唱され、その後改定を重ね、血液腫瘍の代表的な分類法として普及している。研究グループの構成メンバーは、John M Bennett博士をはじめとして、 D Catovsky, MT Daniel, G Flandrin, DA Galton, HR Gralnick, C Sultan博士である。

## 分類
- 急性骨髄性白血病 (AML)[2]

1. M0 急性未分化型骨髄性白血病（最未分化型）
2. M1 急性未分化型骨髄芽球性白血病
3. M2 急性分化型骨髄芽球性白血病
4. M3 急性前骨髄球性白血病
5. M4 急性骨髄単球性白血病
6. M5 急性単球性白血病
7. M6 赤白血病
8. M7 急性巨核球性白血病

- 急性リンパ性白血病 (ALL)(2010年現在では急性リンパ性白血病の分類には使われていない。)[3]

1. L1 比較的小型の細胞で核細胞質比 (NC比)の高いリンパ芽球を特徴とする。
2. L2 核小体が明瞭で核に切れ込みなどを持つ大型芽球が50％以上を占める。
3. L3 バーキット型。芽球は大型で、大きな空胞を持つ好塩基性胞体が特徴。

- 慢性リンパ性白血病 (CLL)
- 慢性骨髄性白血病 (CML)
- 骨髄異形成症候群 (MDS)[4]

1. 不応性貧血(RA)
2. 環状鉄芽球を伴うRA(RARS) (血小板増加を伴うタイプはRARS-Tとする。)
3. 過剰な芽球を伴うRA(RAEB)
4. 急性転化を来たした過剰な芽球を伴うRA(RAEB-t)
5. 慢性骨髄単球性白血病(CMML) (WHO分類では骨髄異形成/骨髄増殖性疾患に分類されている)

- その他

## WHO分類
2001年WHOにて新分類が提唱されたが、急性骨髄性白血病についてはその後もFAB分類は有用性の高い分類法として使用されている。